# Paštrić
Paštrić (izvirno srbsko Паштрић) je naselje v Srbiji, ki upravno spada pod Občino Mionica; slednja pa je del Kolubarskega upravnega okraja.
- Paštrić - panorama
- Paštrić - panorama
- Paštrić - panorama
- Paštrić - panorama
- Paštrić - panorama
- Paštrić - panorama
- Paštrić - Ribnica - Samostan
- Paštrić - Ribnica - Ribnica jama
- Paštrić - Ribnica - Ribnica jama
- Paštrić - Ribnica - reka Ribnica

## Demografija
V naselju živi 465 polnoletnih prebivalcev, pri čemer je njihova povprečna starost 40,9 let (39,1 pri moških in 42,5 pri ženskah). Naselje ima 168 gospodinjstev, pri čemer je povprečno število članov na gospodinjstvo 3,50.
To naselje je, glede na rezultate popisa iz leta 2002, večinoma srbsko, a v času zadnjih 3 popisov je opazen porast števila prebivalcev.
|  |

| Demografija | Demografija     | Demografija     |
| Leto        | Št. prebivalcev | Št. prebivalcev |
| ----------- | --------------- | --------------- |
|             |                 |                 |
|             |                 |                 |
|             |                 |                 |
|             |                 |                 |
| 1948        | 730             |                 |
| 1953        | 710             |                 |
| 1961        | 675             |                 |
| 1971        | 591             |                 |
| 1981        | 569             |                 |
| 1991        | 582             | 578             |
| 2002        | 605             | 588             |
|             |                 |                 |

| Etnična sestava po popisu iz leta 2002 | Etnična sestava po popisu iz leta 2002 | Etnična sestava po popisu iz leta 2002 | Etnična sestava po popisu iz leta 2002 | Etnična sestava po popisu iz leta 2002 |
| -------------------------------------- | -------------------------------------- | -------------------------------------- | -------------------------------------- | -------------------------------------- |
| Srbi                                   | Srbi                                   |                                        | 580                                    | 98,63%                                 |
| Makedonci                              | Makedonci                              |                                        | 1                                      | 0,17%                                  |
| Neznano                                | Neznano                                |                                        | 6                                      | 1,02%                                  |